# Beppe Menegatti
Beppe Menegatti, all'anagrafe Giuseppe Menegatti (Firenze, 6 settembre 1929 – Roma, 17 settembre 2024), è stato un regista teatrale italiano.

## Biografia
Ancora giovane seguì gli spettacoli del Maggio Musicale Fiorentino. L'Accademia nazionale d'arte drammatica "Silvio D'Amico" a Roma gli riconobbe la borsa di studio. A metà degli anni cinquanta venne chiamato da Luchino Visconti come assistente alla regia. Collaborò in carriera con Eduardo De Filippo e con Vittorio De Sica.
Curò la regia di opere, balletti e pièce teatrali di importanti autori, fra cui, nel 1964, la prima italiana dello spettacolo Commedia di Samuel Beckett e quella di Maria di Isaac Babel'.
Lavorò per tanti spettacoli della moglie Carla Fracci, sposata nel 1964 e dalla quale ebbe un figlio, Francesco, nato nel 1969; la coppia rimase insieme fino alla morte della moglie.
È morto in un hospice a Roma, città dove viveva da alcuni mesi, il 17 settembre 2024, all'età di 95 anni; dopo due giorni si è svolto il funerale nella basilica di Santa Maria in Montesanto, nota come Chiesa degli artisti, in piazza del Popolo a Roma.